# Wasilków (gmina)
Wasilków – gmina miejsko-wiejska w województwie podlaskim, w powiecie białostockim. Siedziba gminy to Wasilków.
Według danych z 31 grudnia 2024 roku gminę zamieszkiwało 21 299 osób.

## Położenie
Gmina Wasilków położona jest w centralno-wschodniej części województwa podlaskiego, w dolinie rzeki Supraśli. Gmina od południa graniczy z Białymstokiem, od zachodu z gminą Dobrzyniewo Duże, od północy z gminą Czarna Białostocka i od wschodu z gminą Supraśl. Wasilków jest położony nad rzeką Supraśl, w otoczeniu lasów Puszczy Knyszyńskiej.

## Struktura powierzchni
Według danych z roku 2002 gmina Wasilków ma obszar 127,17 km², w tym:
- użytki rolne: 40%
- użytki leśne: 48%

Gmina stanowi 4,26 procent powierzchni powiatu.

## Historia
Pierwsze ślady osadnictwa na terenie gminy Wasilków sięgają środkowej epoki kamienia. Wykopaliska prowadzone w okolicach miejscowości Nowodworce dostarczyły dowodów na zasiedlenie tych terenów w epoce brązu, która na ziemiach polskich trwała do około 1800 r. p.n.e. Jednym z ciekawszych było odkrycie kopalni krzemienia w Puszczy Knyszyńskiej koło miejscowości Rybniki. W wyniku przeprowadzonych badań na terenie gminy zostało odkrytych około pięćdziesiąt stanowisk archeologicznych. Ślady osadnictwa pradziejowego i wczesnohistorycznego zostały odnalezione w sąsiedztwie niemal każdej istniejącej współcześnie miejscowości na terenie gminy Wasilków. Nic natomiast nie wiadomo na temat początków osadnictwa słowiańskiego na wasilkowskiej ziemi. W XI w. tereny Wasilkowa należały do Rusi Kijowskiej. Wasilkowskie tereny w 1340 r. zostały włączone do Litwy przez księcia Giedymina. Jednak wcześniej obszar ten należał do Mazowsza. Pierwsza wzmianka w źródłach pisanych o obszarze, na którym później powstało miasto i starostwo wasilkowskie pochodzi z 1358 r.
Przełomową datą w historii Wasilkowa jest dzień 8 grudnia 1566 r., kiedy król Zygmunt August nadał mu prawa miejskie oraz herb. Miasto zasiedlane było przez ludność pochodzącą z okolic Goniądza, Tykocina i Białegostoku. W dwa dni po nadaniu praw miejskich – w dniu 10 grudnia 1566 r. król Zygmunt August wydał przywilej pozwalający na utworzenie parafii katolickiej. W połowie XVII w. Wasilków zamieszkiwało około 500 mieszkańców, a całe starostwo dodatkowo 400 osób. Z tego okresu pojawiają się pierwsze zapisy o przybyłych z Choroszczy Żydach, którzy osiedlili się w Wasilkowie. Przed pierwszym rozbiorem Polski Wasilków liczył około 1500 mieszkańców. Po III rozbiorze Polski Wasilków został włączony do białostockiego departamentu Nowych Prus Wschodnich, a od 1807 r. na mocy traktatu w Tylży do zaboru rosyjskiego.
Około 1880 r. Wasilków liczył 3880 mieszkańców. W mieście funkcjonowało 12 zakładów włókienniczych, z czego właścicielami dziesięciu byli Żydzi. Wszystkie zakłady zatrudniały łącznie około 300 osób. Tragiczną datą w historii miasta jest dzień 5 maja 1895 r., kiedy to wielki pożar zniszczył prawie połowę Wasilkowa, a w ogniu zginęło 10 osób. Pod koniec XIX wieku Wasilków liczył ok. 4 tys. mieszkańców.
W listopadzie 1918 r. w mieście czynne były tylko dwie fabryki włókiennicze zatrudniające blisko 70 pracowników. II wojna światowa rozpoczęła się na tych ziemiach w dniu 16 września 1939 r. wraz z wkroczeniem wojsk niemieckich. Niespełna tydzień później wkroczył tu oddział kawalerii sowieckiej Armii Czerwonej. Tak rozpoczęła się sowiecka okupacja, podczas której wywieziono do Kazachstanu kilkadziesiąt wasilkowskich rodzin. W sierpniu 1941 r. Niemcy utworzyli w Wasilkowie getto, w którym przebywało około 1250 Żydów. W następnym roku wywieziono ich do Treblinki, gdzie zostali zgładzeni. Na skutek działań wojennych przemysł wasilkowski przestał istnieć. Miasto zniszczone zostało w 20%. W okresie powojennym znamienną datą jest dzień 1 lipca 1947 r., kiedy to ksiądz Wacław Rabczyński został mianowany wikariuszem i zarządcą parafii pw. Przemienienia Pańskiego w Wasilkowie. Podsumowaniem działalności ks. Rabczyńskiego było rozpoczęcie w 1958 r. i zakończenie w 1966 r. budowy kościoła pw. NMP Matki Miłosierdzia przy ulicy Kościuszki. Ksiądz Wacław Rabczyński był niewątpliwie jedną z najwybitniejszych postaci w powojennej historii ziemi wasilkowskiej.
W 1946 r. Wasilków liczył 3948 mieszkańców. Wyznacznikiem zmian zachodzących w latach powojennych był rozwój Zakładu Przemysłu Wełnianego im. Emilii Plater, który w latach swojej świetności zatrudniał około 2500 pracowników. W 1959 r. rozpoczęto budowę szkoły podstawowej przy ulicy Mickiewicza, a w roku 1982 szkoły podstawowej przy ulicy Polnej, którą uroczyście otwarto w dniu 22 maja 1985 r. Po II wojnie światowej Wasilków stał się miastem satelickim Białegostoku. W dniu 27 maja 1990 r. odbyły się pierwsze po pół wieku wolne i demokratyczne wybory do samorządu lokalnego.
10 grudnia 2021 r. Uchwałą Rady Miejskiej w Wasilkowie ustanowiono Hejnał Gminy Wasilków, który skomponowany został przez Adama Wolańskiego. Hejnał odtwarza się publicznie z budynku Urzędu Miejskiego w Wasilkowie codziennie o godz. 11:58 za pomocą urządzeń emitujących dźwięk.
W roku 2022 liczba mieszkańców miasta i gminy Wasilków sięga blisko 19 tys. i stale rośnie. Wasilków stał się jedną z najprężniej rozwijających się jednostek samorządu terytorialnego w woj. podlaskim.

## Walory przyrodnicze i turystyczne
Urozmaicona rzeźba terenu oraz przepływająca przez gminę rzeka Supraśl tworzy dobre warunki do odpoczynku i rekreacji. Miasto od zachodu, północy i wschodu otoczona jest Parkiem Krajobrazowym Puszczy Knyszyńskiej. Dzięki temu mieszkańcy gminy oraz turyści mają możliwość korzystać w licznych turystycznych szlaków pieszych, rowerowych i jeździeckich.
Dla miłośników wędkarstwa dobrym miejscem może być zalew nad Supraślą. Również nad zalewem jest wypożyczalnia kajaków oraz sprzętu wodnego.
Szlaki piesze:
1. Szlak „Supraski” – kolor znaków żółty, długość całkowita 16 km. Przebieg szlaku: Czarna Białostocka (PKP) – Buksztel – gaj. Czumażówka – Ożynnik – gaj. Podjałówka – Podsupraśl – Supraśl (rynek)
2. Szlak „Świętej Wody” – kolor znaków niebieski, długość całkowita 23 km. Przebieg szlaku: Białystok (ul. Wysockiego MPK nr 9) – Nowodworce – Wasilków – Święta Woda – Studzianki – Zapieczki – gaj. Podjałówka – Podsupraśl – Supraśl (rynek)
3. Szlak „Im. W. Sławińskiego” – kolor znaków zielony, kługość całkowita 23 km. Przebieg szlaku: Czarna Białostocka (PKP) – zal. Czapielówka – Czarna Wieś Kościelna – Klimki – Wólka Ratowiecka – Ratowiec – Czarny Blok – Wólka Przedmieście – Katrynka – góry Leńce – Jurowce (MPK)
4. „Szlak bojowy Zgrupowania AKO Piotrków” – kolor znaków czerwony, długość całkowita 15 km. Przebieg szlaku: Święta Woda – Czarny Blok – Ratowiec – Czarna Wieś Kościelna – Karczmisko – Miejsce Pamięci Narodowej
5. Szlak „Do Zakątka Kiszukówka” – kolor znaków żółty, długość całkowita 6 km. Przebieg szlaku: Święta Woda – Czarny Blok – Zakątek Kiszukówka

Szlaki rowerowe:

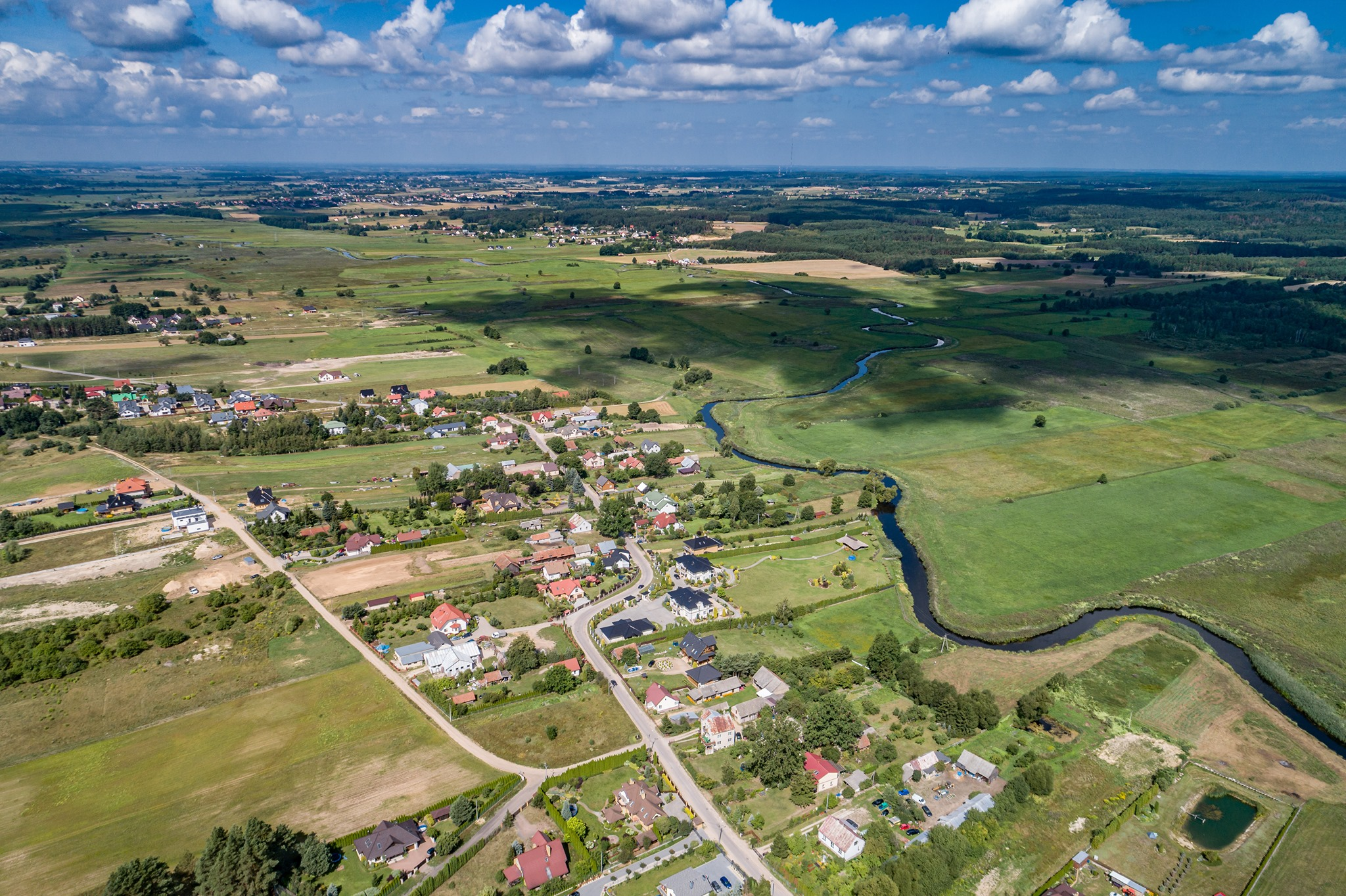

1. Szlak „Kresowe wędrówki” – kolor znaków zielony, długość całkowita 149 km. Przebieg szlaku: Krynki – Kruszyniany – Sanniki – Szaciły – Nietupa – Górany – Ostrów Południowy – Ostrów Północny – Szudziałowo – Nowinka – Kozłowy Ług – Borowszczyzna – Talkowszczyzna – Kopna Góra – Łaźnie – leś. Turo – Podsupraśl – Jałówka – rez. Budzisk – Buksztel – Czarna Białostocka – Czarna Wieś Kościelna – Karczmisko – Kopisk – Szaciły – Obrubniki – Krynice – Letniki – Sochonie – Wasilków – Nowodworce – Ogrodniczki – Ciasne – Krasny Las – leś. Izoby – gaj. Kuberka – Królowy Most
2. Szlak „Do Zakątka Kiszukówka” – kolor znaków żółty, długość całkowita 6 km. Przebieg szlaku: Święta Woda – Zakątek Kiszukówka
3. Szlak „Grzybiarski” – kolor znaków czerwony, długość całkowita 10 km. Przebieg szlaku: Studzianki – Ożynnik – Sadowy Stok – Rezerwat Jałówka – Zapieczki – Studzianki
4. Szlak „Rowerowa Obwodnica Wasilkowa” – kolor znaków niebieski, długość całkowita 45,2 km. Przebieg szlaku: Wasilków (zalew-cypel) – Dolina Cisów w Wasilkowie – ul. Nadawki w kierunku Jurowiec – Ponikła – Rybniki – Mostek – Wólka Przedmieście – Wólka Poduchowna – Dąbrówki – Studzianki – Wasilków (zalew-cypel)

W celu lepszego połączenia Rowerowej Obwodnicy Wasilkowa z siecią istniejących już w gminie szlaków turystycznych, utworzono dwa czarne szlaki „łącznikowe” Wólka Przedmieście – Sochonie oraz Studzianki.

## Infrastruktura drogowo-kolejowa
Przez gminę biegną dwie drogi krajowe prowadzące do przejść granicznych: droga krajowa nr 8 do granicy z Litwą w Budzisku i droga krajowa nr 19 do granicy z Białorusią w Kuźnicy. Przez gminę biegnie też droga wojewódzka nr 676.
Przez gminę biegnie linia kolejowa nr 6 Zielonka – Kuźnica Białostocka. W Wasilkowie znajduje się stacja kolejowa Wasilków, a w lesie kilka kilometrów od miejscowości Wólka-Przedmieście przystanek Czarny Blok, używany głównie przez grzybiarzy.

## Demografia
Dane na rok 2024:
| Opis                              | Ogółem | Ogółem | Kobiety | Kobiety | Mężczyźni | Mężczyźni |
| --------------------------------- | ------ | ------ | ------- | ------- | --------- | --------- |
| Jednostka                         | osób   | %      | osób    | %       | osób      | %         |
| Populacja                         | 21 299 | 100    | 10 881  | 51,08   | 10 418    | 48,91     |
| Gęstość zaludnienia [mieszk./km²] | 168    | 168    | 168     | 168     | 168       | 168       |

- Zestawienie wieku mieszkańców gminy Wasilków w 2022 roku według płci. Opracowane na podstawie danych z Głównego Urzędu Statystycznego „Statystyczne Vademecum Samorządowca”.

## Sołectwa
Dąbrówki, Jurowce, Nowodworce (3 sołectwa: Nowodworce I, Nowodworce II, Nowodworce III), Rybniki, Sielachowskie, Osowicze, Sochonie, Studzianki (2 sołectwa: Studzianki I i Studzianki II), Woroszyły, Wólka-Przedmieście, Wólka Poduchowna, Horodnianka, Katrynka (wieś).

## Miejscowości niesołeckie
Burczak, Horodnianka (kolonia), Jaroszówka, Jurowce (kolonia), Katrynka (osada leśna), Mostek (kolonia), Mostek (osada leśna), Ożynnik, Podkrzemionka, Zapieczki, Zaścianek.

## Zabytki

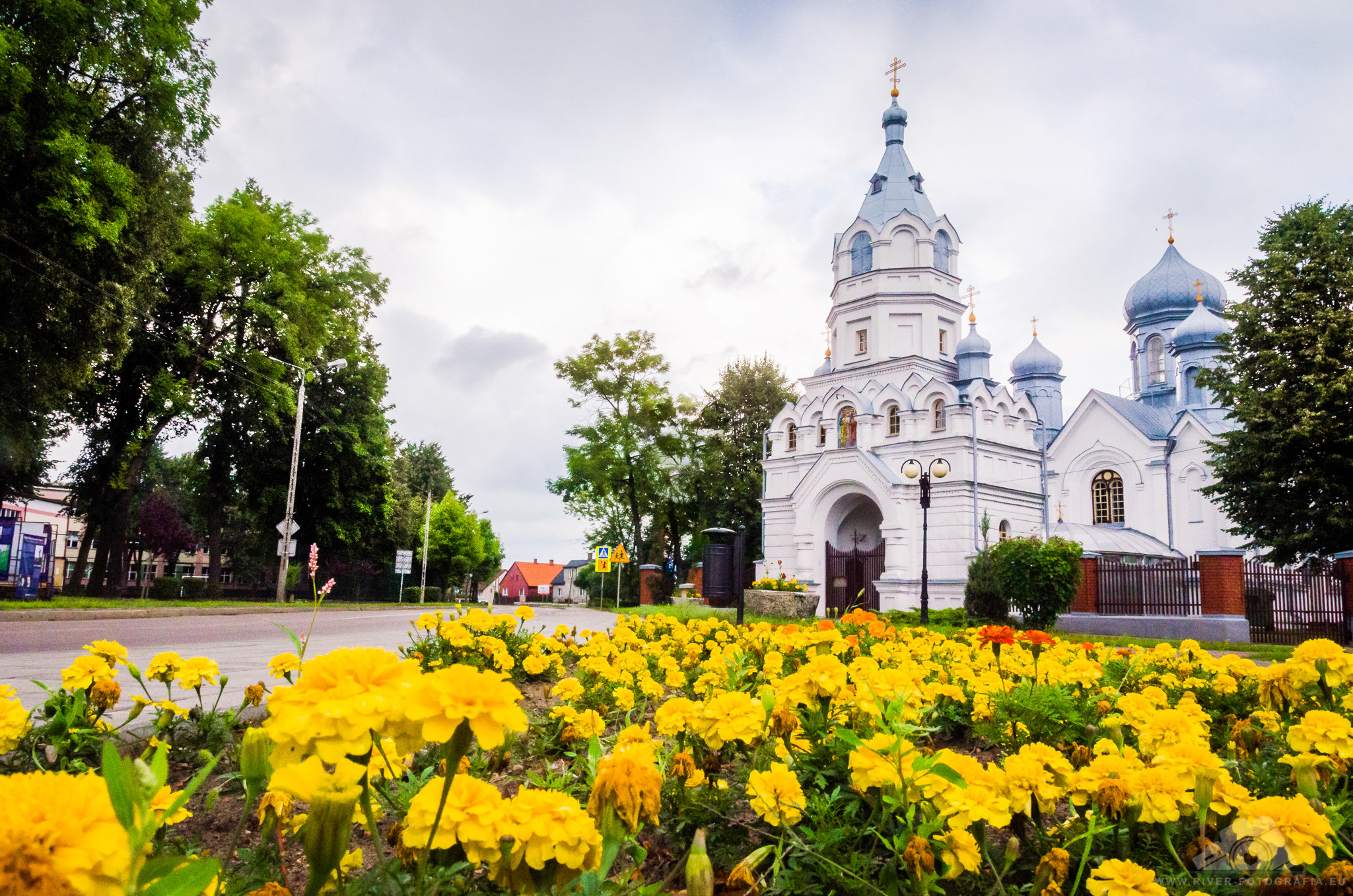
Cerkiew Świętych Apostołów Piotra i Pawła w Wasilkowie

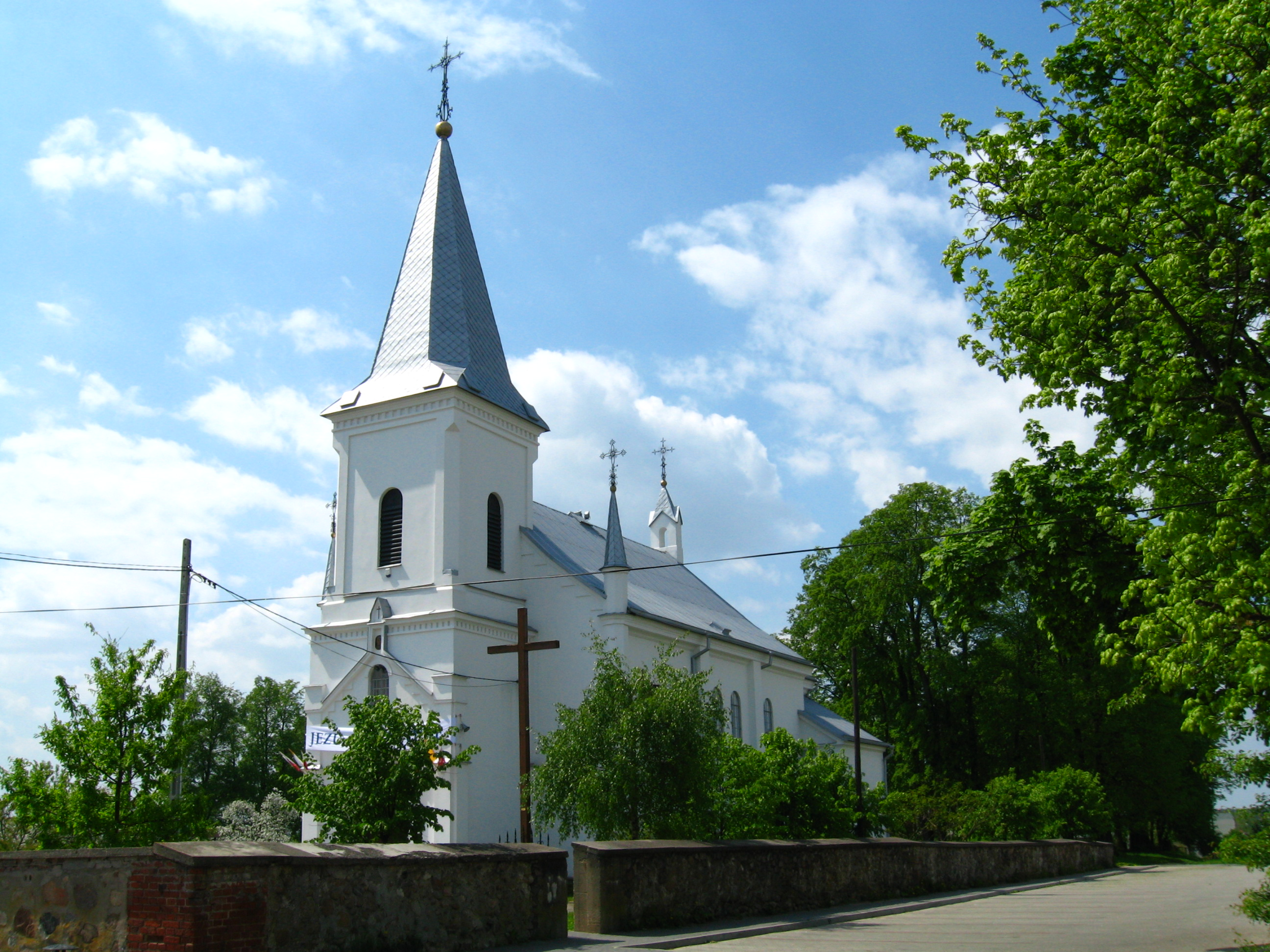
Kościół Przemienienia Pańskiego

W gminie jest kilka zabytków. Największym z nich jest cmentarz z końca XIX wieku, na którym stoją stare rzeźby nawiązujące do Pasji. Na terenie cmentarza znajduje się również zabytkowy kościół parafialny pod wezwaniem Przemienienia Pańskiego z 1883 roku. Do zabytków w mieście należy też cerkiew z bramą, a poza miejscowością drewniany wiatrak holenderski z 1939 roku w Studziankach. Wzniesiony został w końcu XIX wieku, a w roku 1986 przeniesiony ze wsi Moniuszki.
Na terenie skansenu Białostockiego Muzeum Wsi we wsi Osowicze zgromadzone są liczne zabytki wiejskiej architektury drewnianej, m.in. dwór ziemiański z początku XIX wieku, trzy wiatraki, kuźnia, młyn wodny, chałupy i dworki drobnoszlacheckie, stodoły i spichrze; w budynkach tradycyjne wyposażenie wnętrz i wystawy tematyczne.

## Kultura i rekreacja
Instytucje kultury w Wasilkowie
- Miejski Ośrodek Animacji Kultury w Wasilkowie przy ul. Żurawiej 13 w Wasilkowie[11],
- Miejska Biblioteka Publiczna im. prof. Haliny Krukowskiej przy ul. Białostockiej 19 w Wasilkowie[12].

Na terenie gminy Wasilków od 2023 roku zlokalizowane są trzy stacje miejskiego systemu wypożyczania rowerów BiKeR. System obejmuje swoim zasięgiem gminy Wasilków, Choroszcz, Juchnowiec Kościelny, Supraśl oraz miasto Białystok.

## Oświata
- Szkoła Podstawowa im. Króla Zygmunta Augusta w Wasilkowie – to największa placówka oświatowa w gminie. Na murach szkoły w 2019 roku wykonany został mural, którego tematyka nawiązuje do historii Wasilkowa oraz aktywności uczniów. W 2022 roku ukończono budowę nowoczesnej bieżni lekkoatletycznej – zwycięskiego projektu budżetu obywatelskiego. Szkoła posiada dwie filie: w Sochoniach i Jurowcach.
- Szkoła Podstawowa Nr 1 im. ks. Wacława Rabczyńskiego znajduje się w centrum miasta. W 2019 r. przy szkole wybudowano wielofunkcyjne boisko, na które pozyskane zostało dofinansowanie zewnętrzne. W roku 2020 na terenie szkoły powstał nowy plac zabaw. Od 2021 roku przy szkole działa dziecięcy zespół ludowy.
- Publiczna Szkoła Podstawowa im. Janusza Korczaka w Studziankach[14].

## Spółki komunalne
- Zakład Gospodarki Komunalnej w Wasilkowie (samorządowy zakład budżetowy)[15]
- Wodociągi Białostockie Sp. z o.o. w Białymstoku (Gmina Wasilków jest udziałowcem)[16],
- Czyste Powietrze (porozumienie pomiędzy Wojewódzkim Funduszem Ochrony Środowiska i Gospodarki Wodnej w Białymstoku a Gminą Wasilków)[17].

## Ochotnicza Straż Pożarna
Na terenie gminy funkcjonuje 5 jednostek OSP, w tym 3 włączone do Krajowego Systemu Ratowniczo-Gaśniczego:
- OSP w Wasilkowie (KSRG), adres: 16-010 Wasilków ul. Dworna 19,
- OSP w Jurowcach (KSRG), adres: 16-010 Jurowce, ul. Zagórna 6,
- OSP w Studziankach (KSRG), adres: 16-010 Studzianki, ul. Podleśna 3,
- OSP w Nowodworcach, adres: 16-010 Nowodworce, ul. 3 Maja 3,
- OSP w Dąbrówkach, adres: 16-010 Dąbrówki, ul. Starowiejska 114.

## Działania społeczne
- Pomoc społeczna: Miejski Ośrodek Pomocy Społecznej w Wasilkowie, ul. Supraślska 21 Wasilków[19] (Centrum Usług Społecznych w Wasilkowie, ul. Dworna 19 Wasilków[20])
- Wasilkowskie Centrum Seniora, ul. Białostocka 32 Wasilków[21]

## Nagrody i wyróżnienia
W 2022 roku gmina Wasilków otrzymała trzy nagrody w rankingu Dziennik Gazeta Prawna:
- I miejsce wśród wszystkich polskich samorządów w kategorii Samorządowy lider komunikacji i promocji za film promocyjny „Piosenka Wasilkowska”.
- II miejsce w Polsce w kategorii gmina miejsko-wiejska.
- II miejsce w kategorii najlepszy włodarz w gminie miejsko-wiejskiej otrzymał Adrian Łuckiewicz.

W 2023 roku gmina Wasilków otrzymała dwie nagrody w rankingu Dziennik Gazeta Prawna:
- I miejsce w Polsce w kategorii gmina miejsko-wiejska.
- I miejsce w kategorii najlepszy włodarz w gminie miejsko-wiejskiej otrzymał Adrian Łuckiewicz.

W 2024 roku gmina Wasilków otrzymała nagrodę w rankingu Dziennik Gazeta Prawna:
- I miejsce w Polsce w kategorii gmina miejsko-wiejska.

W 2025 roku gmina Wasilków otrzymała nagrodę w rankingu Dziennik Gazeta Prawna:
- I miejsce w kategorii najlepszy włodarz w gminie miejsko-wiejskiej otrzymał Adrian Łuckiewicz.

## Związki i porozumienia międzygminne podpisane z gminą Wasilków
- współpraca międzygminna z gminą Mosty Wielkie (Ukraina)[26],
- współpraca międzygminna z gminą Caplani (Mołdawia)[27],
- współpraca międzygminna z gminą Czerwonak (Polska, województwo wielkopolskie)[28],
- współpraca międzygminna z gminą Potęgowo (Polska, województwo pomorskie)[29],
- współpraca międzygminna z gminą Lipnica Wielka na Orawie (Polska, województwo małopolskie)[30].